# Zebulon Pike
Zebulon Montgomery Pike, Jr. (Lamington, 5 gennaio 1778 – York, 27 aprile 1813), è stato un militare ed esploratore statunitense.

## Biografia
La sua spedizione, spesso comparata alla Spedizione di Lewis e Clark, permise di cartografare fra il 1806 ed il 1807 il sud e l'ovest del territorio ceduto dalla Francia nell'acquisto della Louisiana.
Morto nel 1813, è stato sepolto nel cimitero militare di Sackets Harbor, New York.